# Kahl am Main
Kahl am Main település Németországban, azon belül Bajorországban. Lakosainak száma 8403 fő (2023. december 31.). Kahl am Main Karlstein am Main községgel határos.

## Népesség
A település népessége az elmúlt években az alábbi módon változott:
| Lakosok száma | 691  | 4624 | 7869 | 7030 | 7365 | 7481 | 7688 | 7806 | 8262 | 8403 |
|               | 1875 | 1950 | 1975 | 1987 | 2012 | 2014 | 2016 | 2017 | 2021 | 2023 |